# Tachina defecta
Tachina defecta là một loài ruồi trong họ Tachinidae.